# Die Fischer von Moorhövd
Die Fischer von Moorhövd ist eine 14-teilige Vorabendserie, die ab Ende Februar 1982 im Regionalprogramm des Norddeutschen Rundfunks erstausgestrahlt wurde.

## Inhalt
Nach dem Tod des Fischers Jan Hansen sieht seine Frau Anke sich gezwungen, den Familienbetrieb im fiktiven Fischerdorf Moorhövd gemeinsam mit ihrer Tochter Antje alleine weiterzuführen. Als der Bootsbauer Detlef Detlefsen in den Betrieb einsteigt, sorgt dies für Spannungen im Ort. Detlefsen fährt nun zusammen mit dem Fischer Kuddel auf Fang. Als dieser aus Altersgründen den Job aufgibt und Hafenmeister wird, übernimmt Antje dessen Stelle. Mittlerweile hat sich zwischen Detlef und Anke eine Liebesbeziehung entwickelt.

## Ausstrahlung
Die einzelnen Folgen liefen in wöchentlichem Abstand jeweils freitags. Die Serie wurde 1986 auf   1plus und 1993 auf N3 wiederholt. Auf YouTube sind seit November 2022 sämtliche Folgen zu sehen, die gesamte Serie ist darüber hinaus auf DVD erschienen.

## Drehorte
Gedreht wurden Die Fischer von Moorhövd vorwiegend an der Schlei in den Ortschaften Maasholm, Kappeln und Arnis.
Der als Drehort dienende Kutter wurde 1944 in der Form eines Kriegsfischkutters auf Kiel gelegt und wurde 1984 anlässlich der Dreharbeiten von "Anke" in "Antje D." (Antje Detlefsen) umbenannt. Er ist bis heute (Stand 2020) modernisiert und zum Angelkutter umgebaut in Betrieb. Heimathafen ist seit 1974 Maasholm.

## Darsteller
Episodendarsteller waren überwiegend norddeutsche Schauspieler, darunter Joachim Richert, Willy Bartelsen, Fiete Krugel-Hartig, Eva Maria Bauer, Ferdinand Dux, Karl-Friedrich Gerster, Knut Hinz, Rainer Hunold, Karl-Heinz Kreienbaum, Uta Stammer, Olaf Kreutzenbeck, Dieter Ohlendiek und Claudia Schermutzki.

## Episodenliste
| Nr. | Erstausstrahlung | Titel               |
| --- | ---------------- | ------------------- |
| 1   | 26. Februar 1982 | Der neue Mann       |
| 2   | 5. März 1982     | Die falsche Braut   |
| 3   | 12. März 1982    | Raubzüge            |
| 4   | 19. März 1982    | Neue Pläne          |
| 5   | 26. März 1982    | Erste Abenteuer     |
| 6   | 2. April 1982    | Die lange Nacht     |
| 7   | 16. April 1982   | Neue Liebe          |
| 8   | 23. April 1982   | Der Vogelwart       |
| 9   | 30. April 1982   | Krisen              |
| 10  | 7. Mai 1982      | Versöhnungsversuche |
| 11  | 14. Mai 1982     | Verlorener Sohn     |
| 12  | 21. Mai 1982     | El Torro            |
| 13  | 28. Mai 1982     | Verschwörungen      |
| 14  | 4. Juni 1982     | Ende gut...         |